# Tohvri
Tohvri är en ort i Estland. Den ligger i Pärsti kommun och landskapet Viljandimaa, i den sydvästra delen av landet, 120 km söder om huvudstaden Tallinn. Tohvri ligger 55 meter över havet och antalet invånare är 104.
Terrängen runt Tohvri är platt, och sluttar västerut. Runt Tohvri är det glesbefolkat, med 15 invånare per kvadratkilometer. Närmaste större samhälle är Viljandi, 14,6 km öster om Tohvri. I omgivningarna runt Tohvri växer i huvudsak blandskog.